# Васил Радис
Васил Радис (на английски: Vasil Radis) е австралийски общественик, с произход от Егейска Македония, деец на македонистката емиграция в Австралия и активист на Лейбъристката партия.

## Биография
Радис е роден в 1930 година в костурското село Яновени (на гръцки Янохори). Участва в Гръцката гражданска война на страната на ЕЛАС. След войната емигрира в Австралия, установява се в Пърт и става активист на македонската емиграция там - секретар е на Македонското сдружение на бившите борци и президент на Македонската общност в Западна Австралия.
През 2003 година кабинетът на Джон Хауърд му връчва годишната Награда за заслуги към народа на Австралия.